# Thales Pan Chacon
Thales Pan Chacon (ur. 23 listopada 1956 w São Paulo, zm. 2 października 1997 w São Paulo) – brazylijski aktor telewizyjny i filmowy, tancerz baletowy i choreograf.

## Życiorys

### Wczesne lata
Studiował na Wydziale Architektury Urbanistyki w Universidade de São Paulo, lecz studiów nie ukończył i opuścił uczelnię w roku 1978. W tym czasie zainteresował się teatrem. Udał się do Belgii, gdzie był uczniem francuskiego choreografa Maurice Béjarta.

### Kariera
Brał udział w spektaklu A Chorus Line. Pracował także w musicalu Gardel, uma Lembrança (1987) i Theatro Musical Brazileiro (1995). Na scenie działała wystąpił w Trilogia da Louca, O Drácula, Descalços no Parque, Gilda — Um Projeto de Vida, No Coração do Brasil i Fedra, gdzie był również odpowiedzialny za choreografię.
Spotkał się z uznaniem szerokiej publiczności obok Fernandy Torres (nagroda dla najlepszej aktorki na Międzynarodowym Festiwalu Filmowym w Cannes) w dramacie Kochaj mnie zawsze albo wcale (Eu Sei que Vou Te Amar, 1986). Popularność sprawiła, że otrzymywał role w telenowelach, głównie Rede Globo.
W 1993 został hospitalizowany z powodu ciężkiego przypadku zapalenia płuc, ale wyzdrowiał i po pewnym czasie powrócił do pracy. Po raz ostatni zagrał w filmie La Serva Padrona (1997), którego reżyserem była jego żona Carla Camurati, u której także wystąpił wcześniej w dwóch filmach: Kobieta fatalna znajdzie idealnego człowieka (A Mulher Fatal Encontra O Homem Ideal, 1987) i Carlota Joaquina – brazylia księżniczka (Carlota Joaquina – princesa do Brazil (1985).

### Choroba i śmierć
Zmarł w swoim domu w dzielnicy Higienópolis, tuż przed swoimi 41. urodzinami z powodu powikłań związanych z AIDS, będąc już zarażonym dziesięć lat wcześniej, kiedy pracował nad operą La Serva Padrona.

## Wybrana filmografia

### filmy
- 1984: Elite Devassa
- 1985: Fonte da Saudade
- 1986: Kochaj mnie zawsze albo wcale (Eu Sei que Vou Te Amar) jako On
- 1987: A Mulher Fatal Encontra o Homem Ideal jako sprzątacz / Książę
- 1987: Luzia Homem jako Alexandre
- 1991: Diálogo de todo dia (Dialogi codzienne)
- 1991: Estação Aurora jako zawiadowca stacji
- 1992: Floresta da Tijuca jako reporter
- 1995: Carlota Joaquina – princesa do Brazil jako lekarz
- 1997: La Serva Padrona jako Vespone

### produkcje telewizyjne
- 1982 – Avenida Paulista jako Bianco
- 1983 – Moinhos de Vento jako Thiago
- 1987 – Helena(Rede Manchete) jako Estácio
- 1988 – Fera Radical jako Heitor
- 1989 – O Salvador da Pátria jako Cássio Marins
- 1990 – Meu Bem, Meu Mal jako Henrique Paiva
- 1990 – Fronteiras do Desconhecido
- 1992 – Anos Rebeldes jako Nelson
- 1993 – Olho no Olho .... Patrício
- 1992 – Você Decide – odc. „Morte em Vida”
- 1992 – Você Decide – odc. „Armadilha do Destino”
- 1993 – Você Decide – odc. „A Barganha”
- 1993 – Sex Appeal jako Helinho
- 1997 – Os Ossos do Barão (SBT) jako Otávio